# تينا (فلم 2021)
تينا (بالإنجليزية: Tina) فيلم وثائقي، وتاريخي، وسيرة ذاتية أمريكي بريطاني لعام 2021، من إخراج دان ليندساي، وتي جيه مارتن. يعرض حياة الفنانة تينا ترنر، ومسيرتها المهنية. عرض الفيلم لأول مرة في مهرجان برلين السينمائي الدولي في 2 مارس 2021. أصدرته شركة اتش بي اوه HBO في الولايات المتحدة في 27 مارس 2021، وشركة التيتيود لتوزيع الأفلام في المملكة المتحدة في 28 مارس 2021.

## موضوع الفيلم
يتتبع الفيلم حياة الموسيقية «تينا تورنر» ومسيرتها المهنية، حيث تظهر تيرنر في الفيلم إلى جانب أنجيلا باسيت، وأوبرا وينفري، وكيرت لودر، وكاتوري هول، وإروين باخ، وكارل أرينجتون، وجيمي توماس، وليجوين فليتشر، وروندا غراهام، وروجر ديفيز، وتيري بريتن.
وصفت تيرنر الفيلم في مقابلة في مارس 2021 مع البرنامج التلفزيوني «اليوم»، بأنه قصة موازية لمذكراتها في كتاب Happiness Becomes You «السعادة تصبح أنت»، والذي أصدرته دار النشر «اتريا بوكس» في ديسمبر 2020.

## الإنتاج والإصدار
أعلن في مايو 2018 ان إخراج الفيلم سوف يكون من دان ليندساي، وتي جي مارتن سوف، وان تينا تورنر ستقوم بتوزيع الفيلم في المملكة المتحدة بالإضافة لشركة التيتيود لتوزيع الأفلام.
كان العرض الأول لفيلم «تينا» في مهرجان برلين السينمائي الدولي في 2 مارس 2021. أصدرت شركة اتش بي اوه الفيلم في الولايات المتحدة في 27 مارس 2021، واجتذب الفيلم 1.1 مليون مشاهد.

## استقبال الفيلم
تلقى الفيلم آراء إيجابية من النقاد عند عرضه الأول في مهرجان برلين السينمائي 2021.
منح موقع الطماطم الفاسدة الفيلم تقييماً مقداره 91% بناءاً على آراء 79 ناقداً سينمائياً، وكتب إجماع نقاد الموقع: «تسرد تينا تقلبات حياة المغني بصراحة، وبصيرة مذهلة، مما يوفر شهادة ملهمة على المرونة».
منح موقع ميتاكريتيك الفيلم تقييماً مقداره 81% بناءاً على آراء 26 ناقداً سينمائياً،
قال روني تورنر، ابن المغنية تورنر، وزوجته أفيدا تورنر، أن الفيلم: "أحسن أداءه، لأنه أعاد الفضل إلى آيك (زوج المغنية السابق) في النجاح، وكتابة الأغاني. شعر الزوجان، بالإضافة إلى أبناء تيرنر بالتبني، آيك تورنر جونيور، ومايكل تيرنر، بخيبة أمل لأن أبنائها لم يُطلب منهم المشاركة في الفيلم، ولم يدرس علاقة تيرنر المنفصلة مع أطفالها.

## الجوائز والترشيحات
جوائز برايم تايم ايمي 2021: رشح لجائزة أفضل مزج صوتي رائع لعرض حي  (كاميرا فردية أو متعددة الكاميرات) (لورانس إيفرسون - فيل ماكجوان).
جوائز بلاك ريل للتلفزيون 2021: رشح لجائزة أفضل فيلم وثائقي تلفزيوني (دانيال ليندسي - ت. مارتن).

## روابط خارجية
- تينا على موقع IMDb (الإنجليزية)
- تينا على موقع ميتاكريتيك (الإنجليزية)
- تينا على موقع روتن توميتوز (الإنجليزية)
- تينا على موقع ألو سيني (الفرنسية)
- تينا على موقع أول موفي (الإنجليزية)
- تينا على موقع قاعدة بيانات الفيلم (الإنجليزية)
- تينا على موقع ليتربوكسد (الإنجليزية)
- تينا على موقع كينوبويسك (الروسية)